# Сабљаки Модрушки
Сабљаки Модрушки су насељено место у сјеверној Лици, у саставу општине Јосипдол, Карловачка жупанија, Република Хрватска.

## Историја
До територијалне реорганизације у Хрватској насеље се налазило у саставу старе општине Огулин. Сабљаки Модрушки су се током рата у Хрватској (1991—1995) налазили у близини линије разграничења.

## Становништво
На попису становништва 2011. године, Сабљаки Модрушки су имали 50 становника.

## Попис 1991.
На попису становништва 1991. године, Сабљаки Модрушки су имали 121 становника, следећег националног састава:
| Попис 1991.‍ | Попис 1991.‍ | Попис 1991.‍ | Попис 1991.‍ | Попис 1991.‍ |
| ----------- | ----------- | ----------- | ----------- | ----------- |
|             |             |             |             |             |
| Хрвати      | Хрвати      |             | 106         | 87,60%      |
| Срби        | Срби        |             | 7           | 5,78%       |
| Југословени | Југословени |             | 4           | 3,30%       |
| непознато   | непознато   |             | 4           | 3,30%       |
| укупно: 121 |             |             |             |             |